# Charlotte Mercier

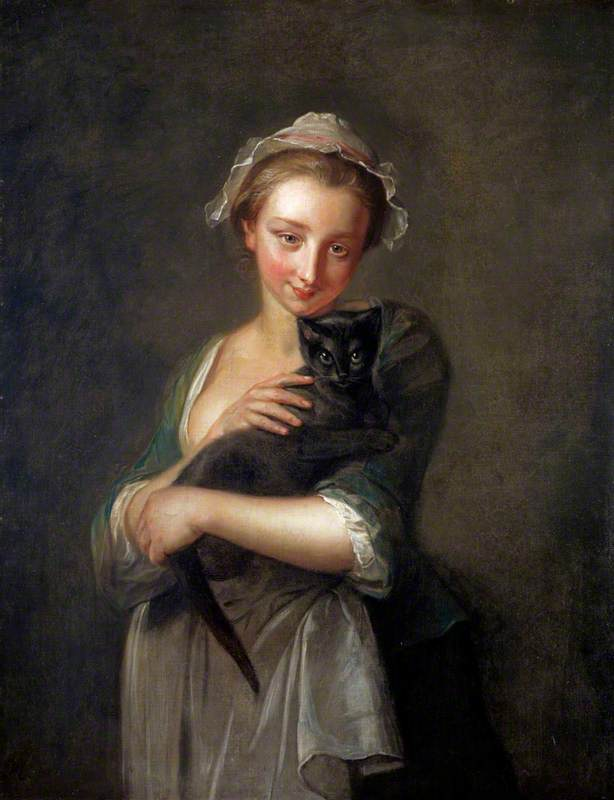
Philippe Mercier: Charlotte Mercier

Charlotte Mercier (geboren 1738 in London; gestorben 1762) war eine britische Malerin.

## Leben
Charlotte Mercier war eine Tochter des in Berlin geborenen Porträtmalers Philippe Mercier  (1689–1760), der hugenottischer Abstammung war, und der Engländerin Dorothy Clapham. Sie spezialisierte sich ebenfalls als Porträtistin. Über ihr Leben ist wenig bekannt. Im National Museum of Women in the Arts, finden sich zwei ihrer Arbeiten: Madeleine Marie Agathe Renée de la Bigotière de Perchambault und Olivier-Joseph Le Gonidec, beide aus 1757 und in Pastellkreide ausgeführt. Die National Portrait Gallery in London besitzt ihr Werk: Miss playing with Cup and Ball.